# Beneficial Financial Group
Beneficial Life Insurance Company är ett amerikanskt försäkrings- och finansbolag som verkar under namnet Beneficial Financial Group i 48 amerikanska delstater och det federala distriktet District of Columbia. De hade aktiva försäkringar till ett värde av 11,4 miljarder amerikanska dollar för den 31 december 2019. Under större delen av företagets existens har de förmedlat och sålt försäkringar till församlingsmedlemmar inom mormonsamfundet Jesu Kristi Kyrka av Sista Dagars Heliga, som kontrollerar just försäkringsbolaget via förvaltningsbolaget Deseret Management Corporation.

## Historik
Företaget grundades 1905 som Beneficial Life Insurance Company av mormonsamfundet på uppmaning från deras dåvarande högste ledare Heber J. Grant, som ville hjälpa änkor och föräldralösa barn. Den 1 juni 2004 upprättades det ett särskilt företagsnamn för företaget och som var just Beneficial Financial Group. I och med finanskrisen 2007–2008 tvingades Beneficial att göra uppehåll med livförsäkringar eftersom det blev allt för stora förluster men även svårt att mäta sig mot de större aktörerna på marknaden. Deras ägarbolag fick skjuta in nästan 600 miljoner dollar för att få bukt på förlusterna. I december 2019 rapporterade The Washington Post att de där 600 miljoner dollar kom från mormonsamfundets investmentbolag Ensign Peak Advisors.